# Michael Roth
Michael Roth, född 15 februari 1962 i Heidelberg, är en tysk handbollstränare och tidigare handbollsspelare (mittnia). Sedan 1994 har han bland annat tränat TV Großwallstadt (2004–2009), MT Melsungen (2010–2018), Füchse Berlin (våren 2020) och Bahrains landslag (2020). Han är tvillingbror till tidigare handbollsspelaren Ulrich Roth.
Michael Roth var, liksom sin bror, med och tog OS-silver 1984 i Los Angeles.